# NGC 3007
NGC 3007 é uma galáxia espiral (S0-a) localizada na direcção da constelação de Sextans. Possui uma declinação de -06° 26' 16" e uma ascensão recta de 9 horas, 47 minutos e 45,5 segundos.
A galáxia NGC 3007 foi descoberta em 16 de Março de 1885 por Édouard Jean-Marie Stephan.